# Aleksandr Bublik
Aleksandr Stanisławowicz Bublik, ros. Александр Станиславович Бублик (ur. 17 czerwca 1997 w Gatczynie) – kazachski tenisista reprezentujący do listopada 2016 Rosję, medalista igrzysk azjatyckich, olimpijczyk z Tokio (2020) i Paryża (2024).

## Kariera tenisowa
Od roku 2016 jest tenisistą zawodowym.
W 2017 roku zadebiutował w imprezie Wielkiego Szlema podczas Australian Open. Dotarł wówczas do drugiej rundy, w której przegrał z Malikiem al-Dżazirim. W cyklu ATP Tour wygrał cztery turnieje singlowe z jedenastu rozegranych finałów. W cyklu ATP Challenger Tour zwyciężył w sześciu turniejach.
W 2021 roku razem z Andriejem Gołubiewem awansował do pierwszego finału deblowego – w zawodach gry podwójnej podczas French Open Kazachowie przegrali z deblem Pierre-Hugues Herbert–Nicolas Mahut 6:4, 6:7(1), 4:6.
Olimpijczyk z Tokio (2020) i Paryża (2024), gdzie odpadał z rywalizacji w meczach pierwszej rundy singla i debla.
Od lutego 2019 roku reprezentant Kazachstanu w Pucharze Davisa.
Najwyżej sklasyfikowany był na 17. miejscu (6 maja 2024) w singlu oraz na 47. (8 listopada 2021) w deblu.

### Historia występów wielkoszlemowych
Legenda
     W, wygrany turniej
     F, przegrana w finale
     SF, przegrana w półfinale
     QF, przegrana w ćwierćfinale
     xR, przegrana w x rundzie
     Qx, przegrana w x rundzie kwalifikacji
     A, brak startu
     NH, turniej nie odbył się

#### Występy w grze pojedynczej
| Turniej         | 2016 | 2017 | 2018 | 2019 | 2020 | 2021 | 2022 | 2023 | 2024 | 2025 | Tytuły | Z–P     |
| --------------- | ---- | ---- | ---- | ---- | ---- | ---- | ---- | ---- | ---- | ---- | ------ | ------- |
| Australian Open | A    | 2R   | Q2   | Q1   | 1R   | 2R   | 2R   | 1R   | 1R   | 1R   | 0 / 7  | 3 – 7   |
| French Open     | A    | Q3   | Q1   | 2R   | 2R   | 1R   | 2R   | 1R   | 2R   |      | 0 / 6  | 4 – 6   |
| Wimbledon       | A    | 1R   | Q2   | 1R   | NH   | 3R   | 3R   | 4R   | 3R   |      | 0 / 6  | 9 – 6   |
| US Open         | A    | Q1   | A    | 3R   | 1R   | 2R   | 2R   | 1R   | 1R   |      | 0 / 6  | 4 – 6   |
|                 |      |      |      |      |      |      |      |      |      |      |        |         |
| Bilans spotkań  | 0–0  | 1–2  | 0–0  | 3–3  | 1–3  | 4–4  | 5–4  | 3–4  | 3–4  | 0–1  | 0 / 25 | 20 – 25 |

#### Występy w grze podwójnej
| Turniej         | 2016 | 2017 | 2018 | 2019 | 2020 | 2021 | 2022 | 2023 | 2024 | 2025 | Tytuły | Z–P     |
| --------------- | ---- | ---- | ---- | ---- | ---- | ---- | ---- | ---- | ---- | ---- | ------ | ------- |
| Australian Open | A    | A    | A    | A    | SF   | 3R   | 1R   | 1R   | A    | 1R   | 0 / 5  | 6 – 5   |
| French Open     | A    | A    | A    | A    | 1R   | F    | 3R   | 1R   | 2R   |      | 0 / 5  | 8 – 4   |
| Wimbledon       | A    | A    | A    | 2R   | NH   | 1R   | A    | A    | 1R   |      | 0 / 3  | 1 – 3   |
| US Open         | A    | A    | A    | 1R   | A    | A    | 2R   | A    | A    |      | 0 / 2  | 1 – 2   |
|                 |      |      |      |      |      |      |      |      |      |      |        |         |
| Bilans spotkań  | 0–0  | 0–0  | 0–0  | 1–2  | 4–2  | 7–3  | 3–3  | 0–2  | 1–1  | 0–1  | 0 / 15 | 16 – 14 |

### Finały w turniejach ATP Tour
| Legenda                                      |
| -------------------------------------------- |
| Wielki Szlem                                 |
| Igrzyska olimpijskie                         |
| Tennis Masters Cup / ATP Finals              |
| ATP Masters Series / ATP Tour Masters 1000   |
| ATP International Series Gold / ATP Tour 500 |
| ATP International Series / ATP Tour 250      |

#### Gra pojedyncza (7–7)
| Końcowy wynik | Nr | Data                 | Turniej     | Nawierzchnia  | Przeciwnik            | Wynik finału        |
| ------------- | -- | -------------------- | ----------- | ------------- | --------------------- | ------------------- |
| Finalista     | 1. | 21 lipca 2019        | Newport     | Trawiasta     | John Isner            | 6:7(2), 3:6         |
| Finalista     | 2. | 29 września 2019     | Chengdu     | Twarda        | Pablo Carreño-Busta   | 7:6(5), 4:6, 6:7(3) |
| Finalista     | 3. | 13 stycznia 2021     | Antalya     | Twarda        | Alex de Minaur        | 0:2 krecz           |
| Finalista     | 4. | 28 lutego 2021       | Singapur    | Twarda (hala) | Alexei Popyrin        | 6:4, 0:6, 2:6       |
| Zwycięzca     | 1. | 6 lutego 2022        | Montpellier | Twarda (hala) | Alexander Zverev      | 6:4, 6:3            |
| Finalista     | 5. | 17 lipca 2022        | Newport     | Trawiasta     | Maxime Cressy         | 6:2, 3:6, 6:7(3)    |
| Finalista     | 6. | 25 września 2022     | Metz        | Twarda (hala) | Lorenzo Sonego        | 6:7(3), 2:6         |
| Zwycięzca     | 2. | 25 czerwca 2023      | Halle       | Trawiasta     | Andriej Rublow        | 6:3, 3:6, 6:3       |
| Zwycięzca     | 3. | 22 października 2023 | Antwerpia   | Twarda (hala) | Arthur Fils           | 6:4, 6:4            |
| Zwycięzca     | 4. | 4 lutego 2024        | Montpellier | Twarda (hala) | Borna Ćorić           | 5:7, 6:2, 6:3       |
| Finalista     | 7. | 2 marca 2024         | Dubaj       | Twarda        | Ugo Humbert           | 4:6, 3:6            |
| Zwycięzca     | 5. | 22 czerwca 2025      | Halle       | Trawiasta     | Daniił Miedwiediew    | 6:3, 7:6(4)         |
| Zwycięzca     | 6. | 20 lipca 2025        | Gstaad      | Ceglana       | Juan Manuel Cerúndolo | 6:4, 4:6, 6:3       |
| Zwycięzca     | 7. | 26 lipca 2025        | Kitzbühel   | Ceglana       | Arthur Cazaux         | 6:4, 6:3            |

#### Gra podwójna (0–1)
| Końcowy wynik | Nr | Data            | Turniej            | Nawierzchnia | Partner          | Przeciwnicy                         | Wynik finału     |
| ------------- | -- | --------------- | ------------------ | ------------ | ---------------- | ----------------------------------- | ---------------- |
| Finalista     | 1. | 12 czerwca 2021 | French Open, Paryż | Ceglana      | Andriej Gołubiew | Pierre-Hugues Herbert Nicolas Mahut | 6:4, 6:7(1), 4:6 |